# Диодот (философ)
Диодот (др.-греч. Διόδοτος; fl. I в. до н.э.) — философ-стоик, друг Цицерона.
Жил в Риме в доме Цицерона, где обучал Цицерона стоической философии и, особенно, логике.  Хотя Цицерон не принял стоицизма, но всегда отзывался о Диодоте учтиво, приравнивая к другим философам его времени таким, как Филон из Лариссы, Антиох и Посидоний.
В последние годы жизни Диодот ослеп, но по-прежнему занимался обучением:
Другой человек, потерявший зрение, стоик Диодот жил долгие годы в моём доме. Трудно поверить, но после потери зрения он стал заниматься философией с ещё большей увлечённостью. Он также играл на лире как пифагорейцы, и ему читали книги днём и ночью; ему не нужны были глаза, чтобы заниматься своим делом. Он также делал другое, казалось бы, невероятное для человека, который не может видеть: продолжал читать лекции по геометрии, давая ученикам словесные указания о начале и конце линий, которые им надо было начертить.
Диодот умер в доме Цицерона в 59 г. до н.э. и оставил другу своё имущество.